# Raphael Meldola
Raphael Meldola, född 19 juli 1849 i London, död 16 november 1915, var en engelsk kemist.
Meldola var sedan 1885 professor vid Finsbury Technical College i London. Han upptäckte det efter honom uppkallade Meldolas blått, även kallat naftylenblått, naftolblått R och bomullsblått R, ett blått färgämne, vilket är dimetylnaftofenazinklorid och framställs av saltsur nitrosodimetylanilin och β-naftol. Han tilldelades Davymedaljen 1913.